# Eclytus ornatus
Eclytus ornatus là một loài tò vò trong họ Ichneumonidae.